# Aranji
Aranji é uma cidade do norte do Afeganistão localizada na província de Balkh.